# Misumenops paranensis
Misumenops paranensis là một loài nhện trong họ Thomisidae.
Loài này thuộc chi Misumenops. Misumenops paranensis được Cândido Firmino de Mello-Leitão miêu tả năm 1932.